# Vídeo digital
O vídeo digital (em inglês digital video, de sigla DV) é uma representação eletrônica de imagens em movimento lançado em 1986 pela Sony, um formato de vídeo inicialmente registrado em fita cassete digital. 
Atualmente os aparelhos eletrônicos trabalham com um formato de arquivo computacional, que é um contêiner que armazena o vídeo e todas suas informações (como compactação e metadados), identificado por uma extensão de arquivo que inclui o WMV e MP4.
A especificação DV original, conhecida como Blue Book, foi padronizada dentro da família de padrões IEC 61834. Esses padrões definem recursos comuns, como videocassetes físicos, método de modulação de gravação, magnetização e dados básicos do sistema na parte 1. A Parte 2 descreve as especificidades dos sistemas 525-60 e 625-50. Os padrões IEC estão disponíveis como publicações vendidas por IEC e ANSI.
Em 2003, o DV foi acompanhado por um sucessor HDV, que usava o mesmo formato de fita com um codec de vídeo diferente. Algumas câmeras na época tinham a capacidade de alternar entre os modos de gravação DV e HDV.
Todos os formatos de vídeo baseados em fita e discos ópticos tornaram-se obsoletos porque as câmeras que gravam em cartões de memória e discos de estado sólido se tornaram o padrão, pois oferecem maior robustez, velocidade e, espaço de armazenamento, o que permite maior taxa de bits e maior resolução de vídeo, embora às vezes o padrão de codificação DV ainda seja usado.

## História
O vídeo digital (ou DV, na sigla em inglês do termo Digital Video) foi lançado em 1986 com o formato Sony D-1 (ou 4:2:2 Component Digital) uma fita cassete digital, que gravava um sinal eletrônico de vídeo componente não compactado. Este tem muitas vantagens, como fácilidade de compartilhamento e de armazenamento.

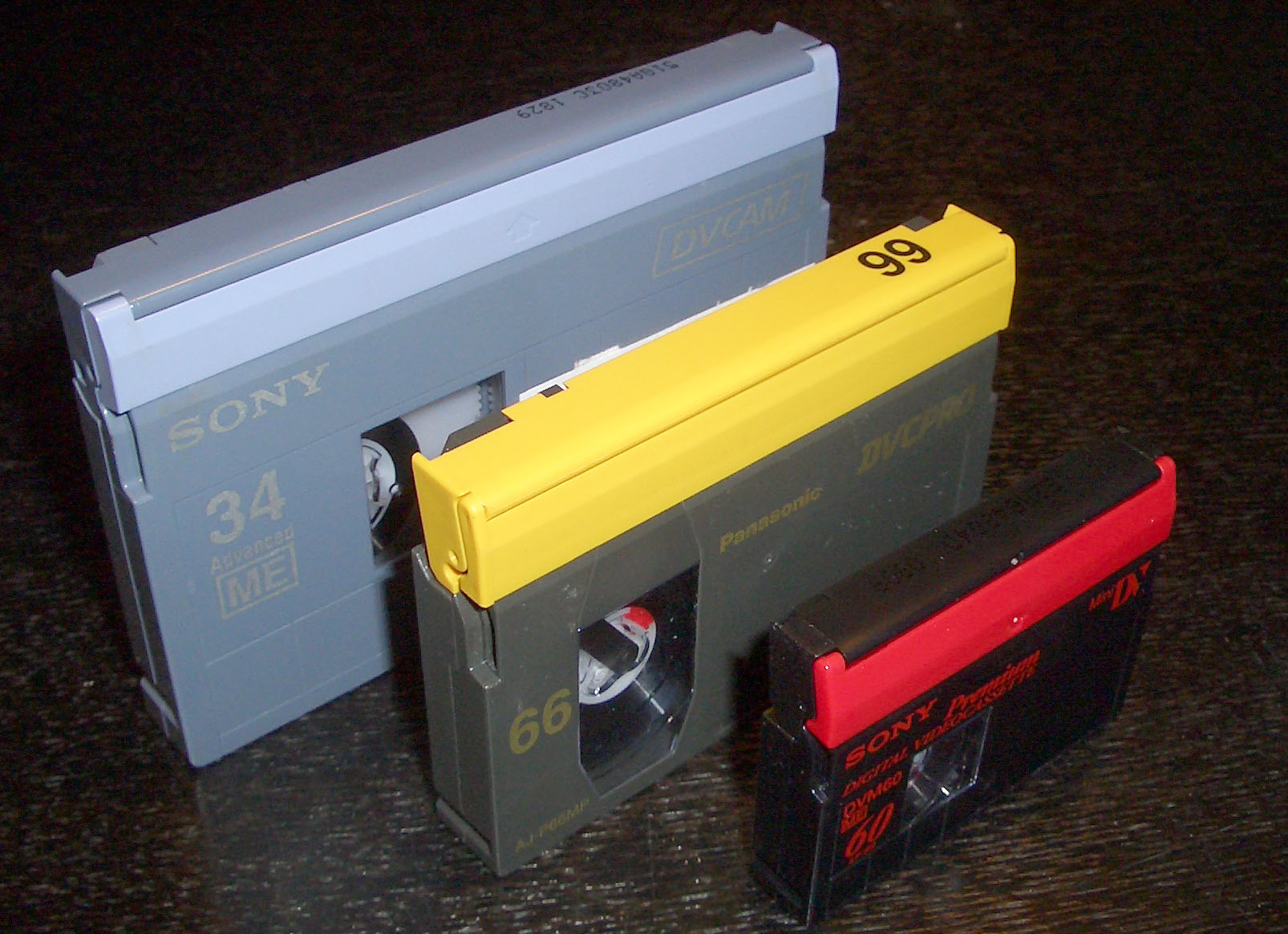
Fitas DV (da esquerda para a direita: DVCAM-L, DVCPRO-M, MiniDV)

As fitas cassete DV existem em sete formatos: DV, MiniDV, DVCAM, Digital8, DVCPRO, DVCPRO50 e DVCPRO HD. Elas registram um vídeo digital comprimido graças ao método de "Transformada discreta de cosseno" (DCT). A qualidade do vídeo digital é superior aos formatos analógicos atuais, como o video8, VHS-C ou o Hi-8.
O formato DV foi desenvolvido por um amplo consórcio de empresas, agrupando a Matsushita (dona da Panasonic), Philips, Sony, Technicolor, juntas com a Hitachi, JVC, Mitsubishi, Sanyo, Sharp e Toshiba, mais as empresas de informática Apple Computer e IBM, num total de mais de 50 corporações. Esta aliança industrial histórica no mundo da eletrônica se uniu para definir as especificações da nova geração de magnetoscópios do grande público.
Atualmente além dos formatos não compactados, existe os formatos populares compactados que incluem H.264 e MPEG-4.

## Formatos de arquivo
O ficheiro ou arquivo computacional é um container que armazena várias informações que formam o vídeo, como: áudio digital, imagens, legendas, metadados, compressão), este container é identificado por uma extensão de ficheiro computacional de acordo com a forma de gravação e de compactação que são reconhecidos pelso aparelhos eletrônicos, como por exmeplo WMV, MP4, etc. Assim exitem diferentes contêiner de vídeo (formatos de vídeo) que se diferenciam entre si principalmente por: tipo de compressão, nível de compatibilidade, forma de codificação e, tamanho do arquivo computacional.
MP4: é o formato de arquivo mais comum, pois possui um tamanho relativamente pequeno para vídeos de boa qualidade gráfica. Também tem alta compatibilidade devido ser o formato de vídeo padrão na Internet e na televisão. Porém para reprodução pode exigir muito trabalho do computador.
AVI: é um formato antigo e que tem grande qualidade, que está provavelmente no topo da lista. que gera consequentemente um arquivo computacional de grande tamanho e criação de legenda, sendo o menos ideal para publicação em sites.
MKV: é um formato de ficheiro que oferece uma qualidade superior de áudio/vídeo, de tamanho igualmente grande ao formato AVI. No entanto, oferece a possibilidade de transportar mais do que um codec ao mesmo tempo e podem ter legendas embutidas, um formato cresce em popularidade.
WebM: é um formato de ficheiro produzido pela Google, especificamente para uso nos navegadores de Internet, apresenta um nível de qualidade impressionantemente elevado em um arquivo de pequeno tamanho. Porém este formato ainda não é compatível com todos os navegadores.

## Vídeo
O vídeo digital é uma representação eletrônica de uma sequencia de imagens em movimento, um sinal digital geralmente em 24 quadros por segundo.
A imagem é de resolução padrão de 720x576 pixels em PAL 50 Hz e 720x480 pixels em NTSC e variações do PAL em 60 Hz dividos sobre duas tramas comprimidas em Jpeg, e a proporção da imagem é de 1:25, com uma resolução horizontal de 500 linhas, um relação S/B (Signal/Bruto) de 54dB e uma banda passante crominância de 14 MHz. O DV oferece desempenhos bem superiores aos dos formatos analógicos Hi-8 e S-VHS.
Atualmente existem padrões de conexão usados para reprodução e transporte do vídeo digital, como por exemplo: HDMI, DisplayPort, DVI.

## Resoluções
Padrões de resoluções de vídeo digital com as respectívas proporções:
Standard Definition (SD)
- 240p: 426 x 240;[6][7]
- 360p: 640 x 360;[6][7]
- 480p: 854 x 480.[6][7]

High Definition (HD)
- 720p: 1280 x 720;[6][7][8]
- 1080p: 1920 x 1080;[6][7][8]
- 2160p (4K): 3840 x 2160;[6][7][8]
- 4320p (8K): 7680 x 4320.[6][7][8]

### Compressão
A compressão de dados se utiliza dos padrões MJPEG: JPEG e MPEG efectua-se segundo o conteúdo da imagem em intra-quadro ou em intra-imagem. Isso serve para eliminar as redundâncias entre os dois quadros de uma imagem, quando existem, e obter uma melhor eficácia de compressão. Em alguns casos, não se leva em conta a redundância temporal entre as imagens, cada uma delas é codificada separadamente e não dependentes de nenhum outro que permite uma montagem da imagem anterior. A perda inicial do sinal video 4:2:0 ou 4:1:1 é de 125 Mbits/s. Ele é reduzido, após compressão à 25Mbits/s com uma taxa de compressão da ordem de 5:1.

## Áudio
O formato DV pode tratar 4 pistas échantillonnées a 32 kHz e codificadas em 12 bits, ou 2 pistas em 48 kHz e codificadas sobre 16 bits.

## Formatos e fitas
Há diferentes tipos de fitas para o formato DV. Certas fitas são dotadas de um pequeno chip de memória que permitem arquivar um verdadeiro catálogo de seqüências registradas e de imagens fixas com os dados de índice, tais como a data ou a hora de captura, além de informações relativas aos parâmetros da câmera durante as gravações, tais como a abertura do diafragma ou a velocidade do obturador. Esse chip não pode ser utilizado além das câmeras que possuem esta função.
- DV: As fitas DV (medida "L") medem aproximadamente 120 x 90 x 12 mm e podem conter até 4,6 hora s de gravação (ou 6,9 horas no modo Long Play).
- MiniDV: As fitas MiniDV (medida "S") medem aproximadamente 65 x 48 x 12 mm e estão disponíveis em versões de 30 min. (ou 45 min. no modo Long Play), 60 min. (90 min. em LP) e 80 min. (120 min. em LP).
- DVCAM (desenvolvido pela Sony): Originou-se da versão profissional do DV. Mas o DVCAM aparece, hoje em dia, mais no setor institucional do que no setor profissional. Dificulta assim qualquer solicitação intensiva de montagem pelo fato da banda estreita (1/4") não estar adaptada às condições de torneamento. As Fitas DVCAM são dispostas em duas dimensões que são as mesmas do DV. A menor (S), que ofereçe duração de 12, 22, 32 e 40 minutos, e a grande (L), que permite atingir 64, 94, 124 e 184 minutos.
- DVCPRO (desenvolvido pela Panasonic): As Fitas DVCPRO permitem registro de 66 min a uma taxa de 25 Mbit/s. Essas cassetes são também utilizáveis em modo DVCPRO50. Mas, como a velocidade de registro pode ser duplicada, a duração de registro se encontra dividida por dois (33 min.), o que é indicado pelos dois números "66/33" quem constam nestas cassetes. As cassetes DVCPRO são de dimensão M (dimensão da mão).
- DVCPRO50 (desenvolvido pela Panasonic em 1998): O DVCPRO50 duplicou a velocidade de registro do DVCPRO ee combinou dois codecs DV em paralelo para registro de video digital a uma taxa de 50 Mbit/s.
- DVCPRO HD (desenvolvido pela Panasonic em 2000): O DVCPRO HD aumenta ainda a velocidade da cassete e combina quatro codecs DV em paralelo para atingir 100 Mbit/s. As cassetes DVCPRO HD são de dimensão XL. Existem leitores Sony que podem ler diferentes tipos de formatos (MiniDV, DV, DVCAM, DVCPRO).
- Digital8: O Digital8  também utiliza o codec DV, mas em fitas do formato 8 mm ou Hi8. Tendo em conta que as fitas oferecem a vantagem de alcançar 500 linhas de resolução contra 400 do Hi8 ou 255 do 8 mm. Reutiliza, por muito mais vezes, as fitas analógicas sem perda de qualidade se comparado ao Mini DV gerando econômia pro usuário. Video8 e Vídeos Hi8 tiveram um grande sucesso no passado, o Digital8 foi concebido para os consumidores como transição entre o analógico e o digital. A qualidade vídeo e audio do Digital8 é comparável à DV. O Digital8 permite em camcoders a reprodução das antigas fitas 8 mm e Hi8 sem nenhuma perda de qualidade e ainda permite passar as imagens pro computador ,através da conexão Fire wire IEEE 1394,para em seguida serem gravadas num DVD.

## Conector DV
Existem dois tipos de conectores que são utilizados para transferir a informação que foi registrada sob a forma digital sobre o suporte anterior ao formato DV. Seus conectores não fazem o papel transporte a fim de obter de um ficheiro vídeo DV de tipo 1 ou 2. Certos camescopes que possuem os conectores S VHS/RCA áudio passam pela entrada e permitem gravação dos sinais analógicos DV. Certos camescopes lêem/enumeram as informações de K7 8mm Hi8 para a saída DV. A Canopus comercializa um conversor A/N para sinal analógico com um par de conectores (2RCA áudio/1S VHS vídeo).

## Software DV
Qualquer "software" de edição de vídeo suporta a captura DV. Alguns são especializados em DV como scenalyzer ou Kino.